# 宣仁墩站
宣仁墩站（維吾爾語：شۈەنرېندۈن بېكىتى‎，拉丁维文：Shüenrëndün békiti）是乌鲁木齐地铁1号线的地铁车站，位于中国新疆维吾尔自治区乌鲁木齐市新市区城北大道与宣仁墩南路交叉口西侧，于2018年10月25日开通。

## 车站结构

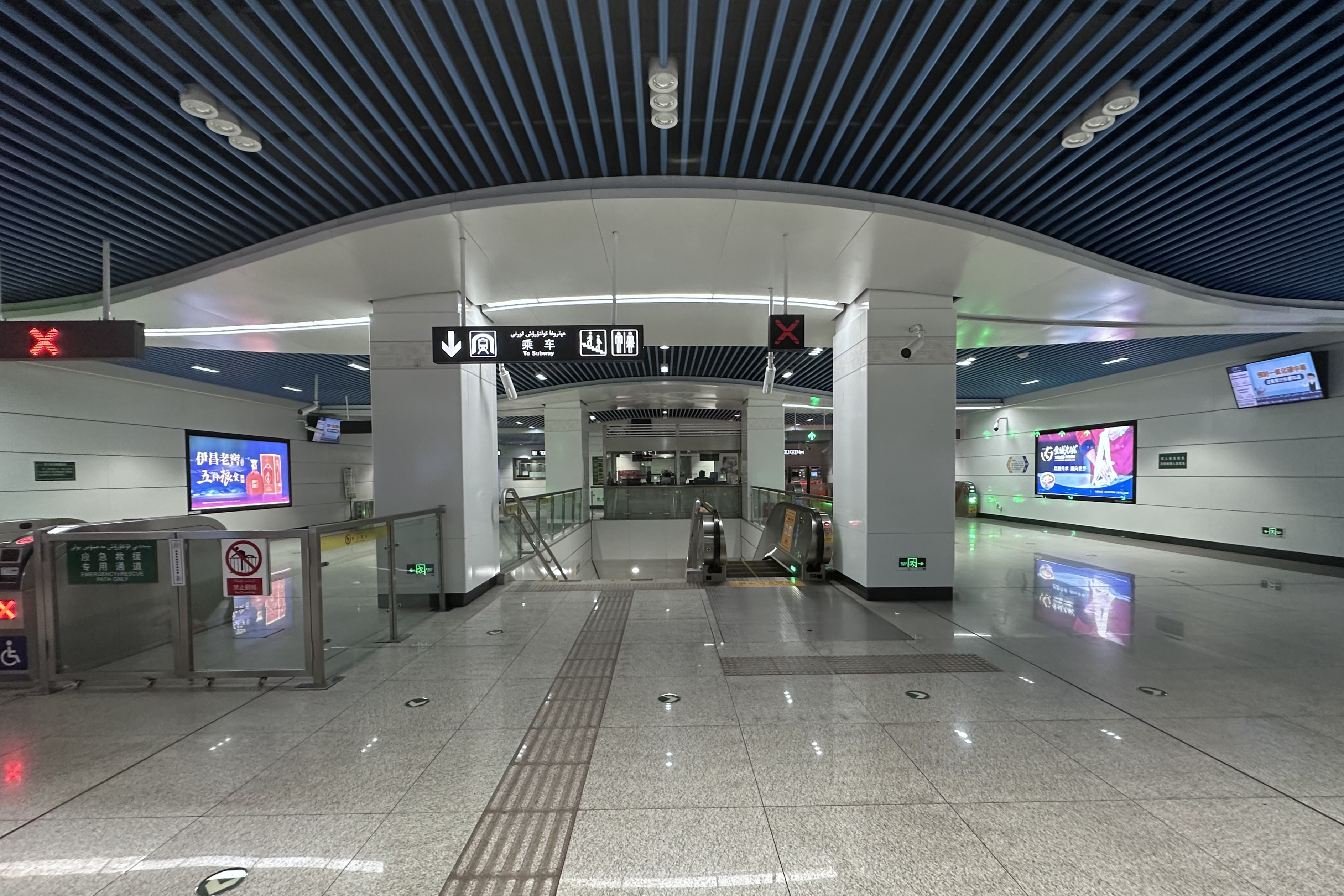
站厅

宣仁墩站沿城北大道东西向设置，为地下二层岛式站台车站，车站长229.5米，宽20.9米，车站地下一层为站厅层，地下二层为站台层，站台设置全高站台门。
| 地面              | 出入口 | B、D出入口                                                                                                  |
| 地下一层          | 站厅   | 客服中心、自动售票机、验票机                                                                                |
| 地下二层          | 站台   | \| \| \| █ 1号线往国际机场（大地窝堡） \| \| 島式 · 開左邊车门 \| \| \| \| \| \| █ 1号线往三屯碑（三工） \| |
|                   |        | █ 1号线往国际机场（大地窝堡）                                                                               |
| 島式 · 開左邊车门 |        | |
|                   |        | █ 1号线往三屯碑（三工）                                                                                     |

## 车站出口
宣仁墩站目前开放2个出入口，各出口及周围设施如下所示：
| 编号                | 出入口信息                         | 照片 | 无障碍设施 |
| ------------------- | ---------------------------------- | ---- | ---------- |
| B · 出口            | 城北大道北侧，新联农副产品综合市场 |      | 不適用     |
| D · 出口 · （设有） | 城北大道南侧，新特阳光家园         |      |            |
| 图例： 设有         |                                    |      |            |

## 接驳交通

### 公交车
- 新联农贸市场：506路，551路，3025路，6501路，D017路

## 车站历史
- 2014年6月8日，车站开工建设[2]。
- 2018年10月25日，车站随1号线北段通车开通[1]。
- 2020年
  - 2月2日，受新冠疫情影响，车站暂停运营[3]。3月11日，车站恢复运营[4]。
  - 7月16日，受新冠疫情影响，车站暂停运营[5]。9月20日，车站恢复运营[6]。